# Bremsnitz
Bremsnitz ist eine Gemeinde im Südosten des Saale-Holzland-Kreises und Teil der Verwaltungsgemeinschaft Hügelland/Täler in Thüringen.

## Lage
Der Ortsteil Bremsnitz befindet sich südöstlich im Saale-Holzland-Kreis und zählt zu den sogenannten Tälerdörfern. Sie liegen meist im Tal, an Hängen und auf höheren Ebenen im genannten Gebiet. Der Fuchshügel begrenzt nach Osten die Flur vom Ortsteil mit Wald. Die durch den Ortsteil führende Kreisstraße 111 hat Verbindung zur Landesstraße 2318.

## Verkehr
Die kleine Gemeinde liegt abseits der großen Verkehrsströme. Die Bundesstraße 281 verläuft etwa 10 Kilometer südlich von Bremsnitz. Die nächstgelegene Autobahnanschlussstelle ist Hermsdorf-Süd an der Bundesautobahn 9.
Wochentags ist Bremsnitz mit der Linie 427 des Verkehrsunternehmens Andreas Schröder an die Städte Hermsdorf und Stadtroda angebunden. Die nächsten Bahnhöfe sind Neustadt (Orla) (etwa 10 Kilometer entfernt an der Strecke Leipzig–Gera–Saalfeld–Probstzella) und Stadtroda (etwa 13 Kilometer entfernt an der Strecke Weimar–Jena–Gera).

## Geschichte
Bremsnitz wurde am 7. September 1358 urkundlich erstmals genannt. Die Bauern des landwirtschaftlich geprägten Ortes musste ab 1952 den Weg der Kollektivierung ihrer Höfe gehen.
→ Siehe auch Dorfkirche Bremsnitz

## Persönlichkeiten
- Emil Hartmann (Politiker, 1868) (1868–1942), deutscher Konsumgenossenschafter und Politiker (SPD)

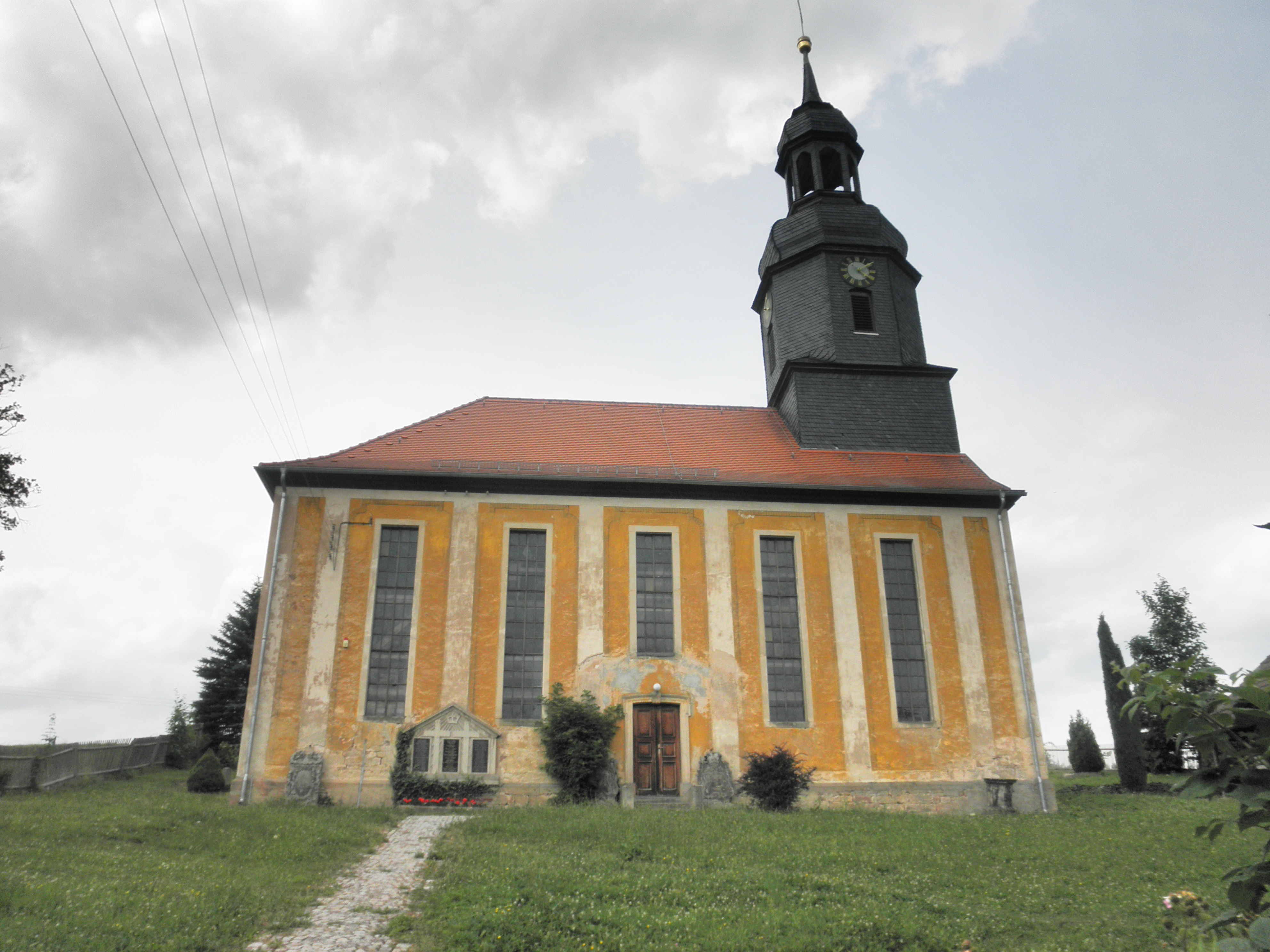
Dorfkirche Bremsnitz
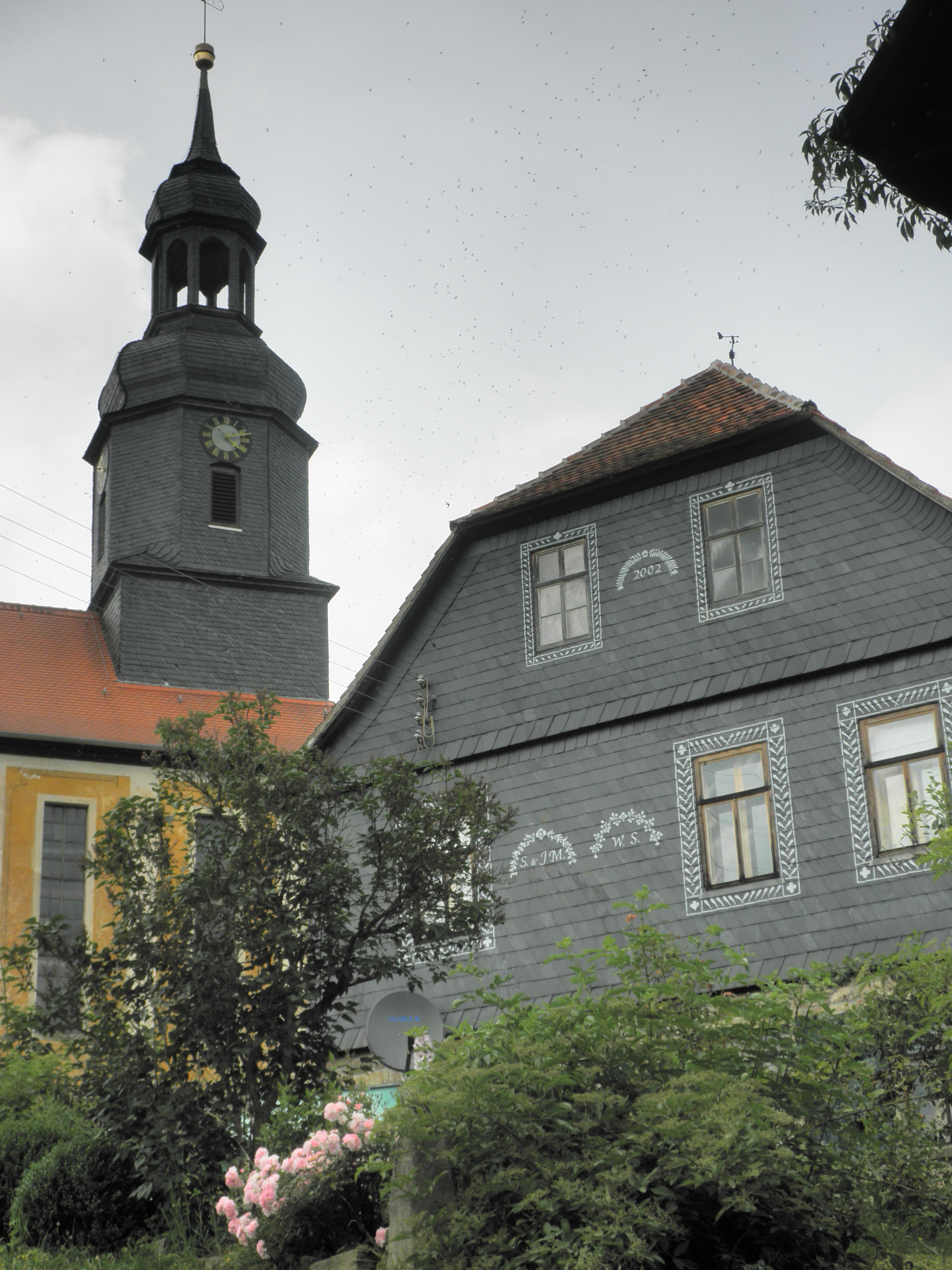
Kirchturm und Giebel des Pfarrhauses
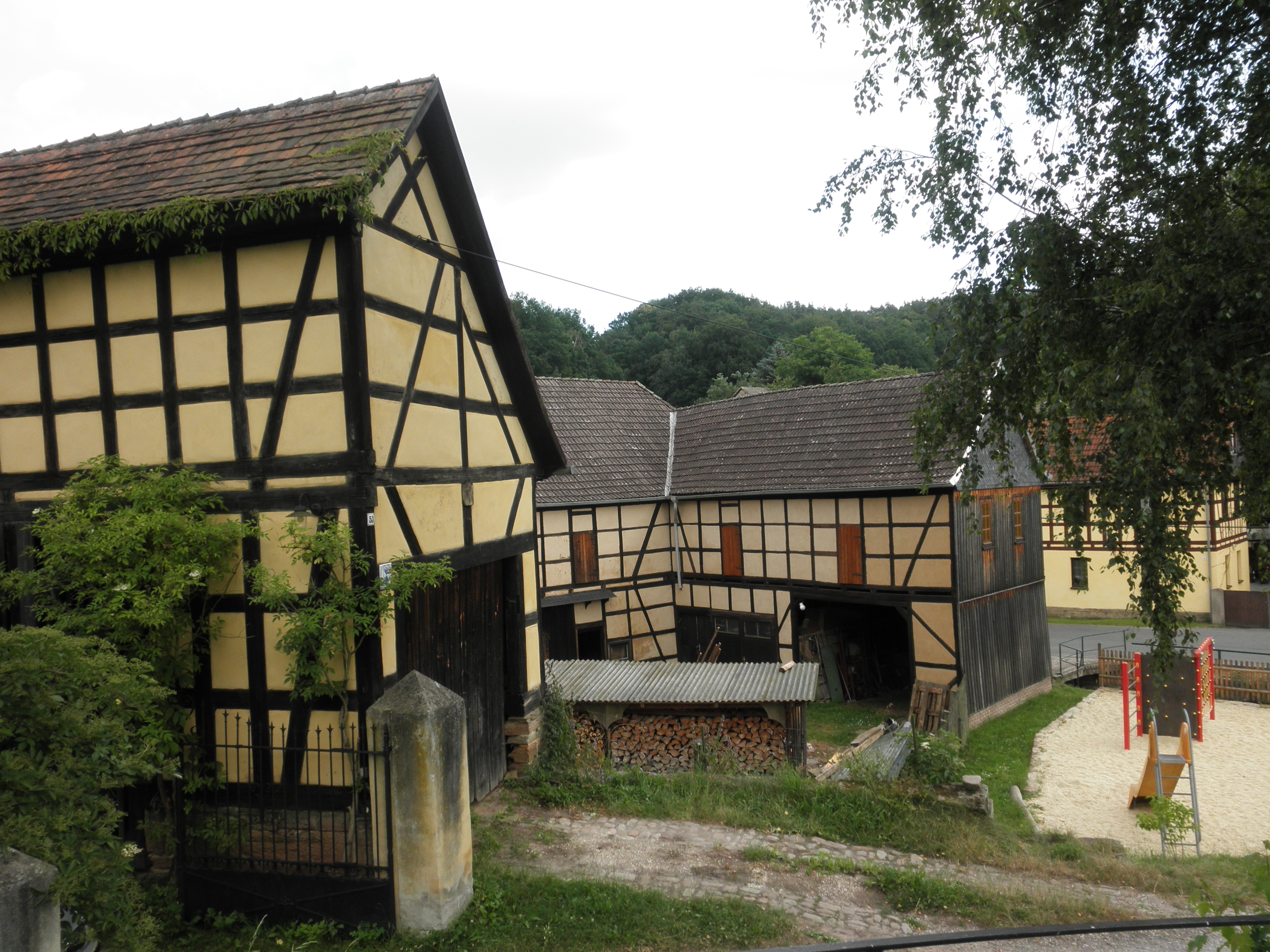
Fachwerkgebäude in Bremsnitz